# بییابرده-مخینا
بییابرده-مخینا (به اسپانیایی: Villaverde-Mogina) یک شهرستان در اسپانیا است که در استان بورگس واقع شده‌است.

## خصوصیات
بییابرده-مخینا ۱۳ کیلومترمربع مساحت و ۱۰۹ نفر جمعیت دارد.